# 関越交通沼田営業所
関越交通沼田営業所（かんえつこうつうぬまたえいぎょうしょ）は、関越交通の営業所。路線バス、貸切バス、高速バス、タクシーの運行を行っている。
東武バス沼田営業所の移管を受けて開設された。関越交通の営業所で最も路線バスの営業エリアが広い。

## 所在地
- 群馬県沼田市榛名町根岸4258-1[1]

最寄り駅は「沼田駅」で営業所との距離は300m程である。最寄りバス停は「清水町」である。
上記の住所地には営業所事務所と関係者駐車場（タクシーも一部利用）がある。バスの車庫は営業所の斜め向かい（沼田市清水町地内）にあり、こちらがかつての東武バス沼田営業所である。
以前のバス営業所は 沼田市東原新町1809-13（沼田市保健福祉センター前/関越車庫バス停）にあった。現在事務所は取り壊されており、車庫の敷地は残っているが使用していないようである。
また、タクシー営業所は 沼田市材木町1181-3 にあった。こちらは現在でも「関越交通タクシー」の看板が掲げられ、事務所・車庫も使用されている。

## 沿革
- 2019年（平成31年）4月1日 - 水上営業所閉所に伴い、水上営業所の路線と車両が移管される。
- 2020年（令和2年）4月1日 - 鎌田線、猿ヶ京線、湯元温泉線、水上線で交通系ICカードに対応[2]。
- 2022年（令和4年）3月25日 - ぬまくる(沼田市委託路線)でデマンド運行開始[3]。
- 2022年（令和4年）3月25日 - ぬまくる日中デマンド化のため、奈良秋塚循環線、川田線、宇楚井原線、沼須線が廃止。
- 2022年（令和4年）4月1日 - しぶかわタウンバス桜の木線が交通系ICカードに対応[4]。
- 2023年（令和5年）3月25日 - 昭和村でデマンドバス「ベジバス」を運行開始[5]。
- 2023年（令和5年）3月25日 - 昭和村委託の3路線とデマンドで交通系ICカード対応[6]。
- 2023年（令和5年）3月31日 - この日を以って、吾妻営業所管内での尾瀬バスカードの販売終了[7]。
- 2023年（令和5年）4月1日 - 川場村循環線が交通系ICカードに対応[8]。

## 現行路線（一般路線）
沼田市、渋川市、みなかみ町、片品村、昭和村、川場村、高山村、栃木県日光市で路線バスを運行している。関越交通の営業所で最も路線管轄エリアが広い。
沼田市内の路線バスには、一部路線を除きアルファベットの系統記号が付けられている。以下の文中では、系統記号を路線名の後に()で示す。
沼田駅から沼田市街地の区間は路線によって様々な経路をとる。
沼田市街地には「沼田市保健福祉センター前（関越車庫）」というバスターミナルがある。

### 鎌田線  (B)
- 上毛高原駅から、後閑駅・沼田駅を経由し、片品村の尾瀬戸倉方面までを結ぶ路線。
- 後閑駅には、バスのターンテーブルがある。
- 尾瀬戸倉は尾瀬国立公園の入口であり、関越交通尾瀬戸倉案内所が設置されている。また、鳩待峠行きのバスに乗り換えできる。
- 夏期と冬季で行き先と経由地が変化する。
- 鎌田営業所との共管路線である。

夏期
- 上毛高原駅 - 後閑駅前 - 沼田駅 - 上之町 - 沼田市保健福祉センター前 - （老神温泉） - 吹割の滝 - 尾瀬高校前 - 鎌田 - 尾瀬戸倉 - 大清水
  - 区間便が多い。（上毛高原駅 - 尾瀬戸倉、沼田駅 - 鎌田、沼田駅 - 尾瀬戸倉、沼田 - 大清水 など）
  - 一部便のみ老神温泉を経由する。

冬季
- 上毛高原駅 - 後閑駅前 - 沼田駅 - 上之町 - 沼田市保健福祉センター前 - 吹割の滝 - 尾瀬高校前 - 鎌田 - 尾瀬戸倉 - スノーパーク尾瀬戸倉
  - 区間便が多い。（上毛高原駅 - 尾瀬戸倉、沼田駅 - 鎌田、沼田駅 - 尾瀬戸倉、沼田 - スノーパーク尾瀬戸倉 など）
  - 冬季は老神温泉を経由しない。

### 猿ヶ京線 (C)
- 沼田市保健福祉センター前から、沼田駅、後閑駅、上毛高原駅を経由し、みなかみ町新治地区（旧新治村）の猿ヶ京を結ぶ路線。
- 後閑駅には、バスのターンテーブルがある。
- 終点の「猿ヶ京」には車庫があり（元:東武バス沼田営業所猿ヶ京出張所）、バスの夜間滞泊が行われている。
- 「上毛高原駅経由」、「上毛高原駅・たくみの里経由」、「蟹枠団地入口経由」の3つの経由がある。

系統
- 沼田市保健福祉センター前 - 材木町 - 沼田駅 - 後閑駅前 - 上毛高原駅 - 新治支所入口 - 猿ヶ京
- 沼田市保健福祉センター前 - 材木町 - 沼田駅 - 後閑駅前 - 上毛高原駅 - 新治支所入口 - たくみの里 - 猿ヶ京
- 沼田市保健福祉センター前 - 材木町 - 沼田駅 - 後閑駅前 - 蟹枠団地入口 - 新治支所入口 - 猿ヶ京
  - 朝の沼田駅行きのみ運行。
  - 上毛高原駅を経由せず、月夜野郵便局 - 月夜野橋を短絡する。
- 沼田市保健福祉センター前 - 沼田駅
  - 沼田駅と沼田市街地を結ぶ区間便
  - 営業所への出入庫を兼ねている。

### 湯元温泉線
- 片品村の鎌田から金精道路を経由して栃木県日光市の湯元温泉まで結ぶ路線。関越交通の路線バスで唯一県境を跨ぐ。
- 6月から11月までの季節運行である。
- いすゞ キュービックで運行。

路線
- 鎌田 - 白根温泉 - 日光白根山ロープウェイ - 丸沼温泉環湖荘 - 湯元温泉
  - 日光白根山ロープウェイ - 湯元温泉の区間便もある。

### 水上線
- 上毛高原駅または水上駅から谷川岳ヨッホ（2024年12月1日、谷川岳ロープウェイの施設名が谷川岳ヨッホに変更されたことに伴い、停留所名（行先表示）も「谷川岳ロープウェイ駅」から変更）、湯の小屋、水上車庫の3方面に路線が伸びる。
- 水上営業所の路線であったが、閉所のため2019年4月1日より移管された。

#### 谷川岳ヨッホ方面
- 上毛高原駅 - 上牧駅前 - 水上駅 - 大穴 - ゆびそ駅前 - 谷川岳ヨッホ
  - 水上駅 - ヨッホの区間便もある。

#### 湯の小屋線方面
- 水上駅 - 大穴 - 奥利根スノーパーク入口 - 粟沢 - 宝川入口 - 湯の小屋
  - 水上駅 - 粟沢/宝川入口の区間便もある。

#### 水上車庫方面
- 上毛高原駅 - 上牧駅前 - 水上駅 - 水上車庫
  - 水上駅 - 水上車庫は予約制運行である。
  - 上毛高原駅 - 水上駅の区間便もある。
  - 水上車庫はかつての東武バス水上出張所である。

### ・ぬまくる（沼田市委託路線）
定時路線5路線と2つのエリアのデマンドバスを受託する。一部路線は、2022年3月のデマンドバス運行開始により、朝夕のみの運行となっている。

### 中山本宿線 (D)
- 沼田市保健福祉センター前より沼田三軒屋、沼田駅、ロックハート城などを経由して高山村の中山本宿を結ぶ路線。
- 終点の「中山本宿」では、高山運輸倉庫の中之条方面に乗り継ぎできる。
- 中型車（日野 レインボー現行型）または小型車（日野 レインボーHR7m車）で運行。

路線
- 沼田市保健福祉センター前 - 沼田三軒屋 - 材木町 - 沼田駅 - 川田学校裏 - ロックハート城前 - 中山本宿
  - 朝は、中山本宿 - 沼田駅 、 沼田駅 - 沼田市保健福祉センター前の区間便が運行される。

### 迦葉山線 (E)
- 沼田駅より沼田市保健福祉センター前、サラダパークぬまたなどを経由して迦葉山・たんばらを結ぶ路線。
- 平日は朝夕に片道1本ずつのみの運行である。一方、休日は終日3往復運行される。
- 木田坂上 - 迦葉山は自由乗降区間。

- 平日は9人乗りワゴン車（トヨタ ハイエース）で運行。休日は中型車（日野 レインボー現行型）で運行。

系統
- 沼田駅 - 上之町 - 材木町 - 三つ又 - 下発知 - サラダパークぬまた - 迦葉山
  - 迦葉山→沼田駅で平日朝一本のみ運行。
- 沼田駅 - 上之町 - 材木町 - 沼田市保健福祉センター前 - 国立病院北 - 下発知 - サラダパークぬまた - 迦葉山
  - 沼田駅→迦葉山で平日夕一本のみ運行。
- 沼田駅 - 上之町 - 材木町 - 沼田市保健福祉センター前 - 国立病院北 - 下発知 - サラダパークぬまた - 迦葉山 - たんばらラベンダーパーク - たんばらセンターハウス
  - 休日のみ運行。
  - 冬季は道路通行止めのため、たんばらラベンダーパーク止まりとなる。

### 佐山線 (G)
- 沼田駅より国立病院、沼田市保健福祉センターなどを経由して佐山までを結ぶ路線。
- 平日の朝夕に片道1本ずつのみ運行される。
- 寺久保橋 - 佐山は自由乗降区間。
- 9人乗りワゴン車（トヨタ ハイエース）で運行。

路線
- 沼田駅 - 西原新町 - 国立病院 - 沼田市保健福祉センター前 - 材木町 - ふれあい福祉センター - 善桂寺 - 佐山

### 南郷線 (J)
- 沼田駅より沼田市街地を周り、県道62号線経由で沼田市利根町（旧:利根村）の南郷まで結ぶ路線。
- 平日の朝夕に片道1本ずつのみ運行される。
- 南郷は終日定時運行時代、老神観光バスの根利尾瀬高校線に乗り継ぎができた。
- 9人乗りワゴン車（トヨタ ハイエース）で運行。

系統
- 沼田駅 - 上沼須 - 白沢橋 - 南郷
  - 南郷→沼田駅で朝一本のみ運行。
- 沼田駅 - 上之町 - 材木町 - 沼田市保健福祉センター前 - 国立病院 - 西原新町 - 上沼須 - 輪組 - 南郷
  - 沼田駅→南郷で夕一本のみ運行。
  - 道中、県道を逸れて輪組地区を経由する。

### 岩本線 (K)
- 国立沼田病院より沼田駅、利根実業前、岩本駅を経由して上野まで結ぶ路線。JR上越線と並行して走る路線である。
- 平日の朝夕に片道1本ずつのみ運行される。
- かつて途中「上野入口」では、しぶかわタウンバス桜の木線に乗り継ぎができた。
- 9人乗りワゴン車（トヨタ ハイエース）で運行。

系統
- 沼田駅 - 榛名町 - 利根実業前 - 利根中央病院 - 岩本駅 - 上野入口 - 上野
  - 朝に上野→沼田駅で一本のみ運行。
  - 道中、利根中央病院に乗り入れる。
- 国立病院 - 沼田市保健福祉センター前 - 上之町 - 沼田駅 - 榛名町 - 利根実業前 - 婦人の家 - 岩本駅 - 上野入口 - 上野
  - 夕方に国立病院→上野で一本のみ運行。
  - 道中、婦人の家を経由する。

### ぬまくるデマンドバス
日曜祝日を除く9時～17時に運行。運行エリアがA,B,Cの3つあり、A,Bエリアを受託する。
9人乗りワゴン車（トヨタ ハイエース）で運行。
- Aエリア： 旧沼田市内
- Bエリア： 白沢町、利根町南部

### ・川場村委託路線
以下にある「関越車庫」とは、「沼田市保健福祉センター前」の別名称である。

### 川場循環線
- 沼田駅から沼田市保健福祉センター前を経由して川場村を一周する循環路線。
- 小型車（日野 ポンチョ）で運行。

系統
- 沼田駅 - 上之町 - 関越車庫 - (群馬パース病院) - 生品中 - (健康村) - 川場温泉 - 立岩 - 関越車庫 - 上之町 - 沼田駅
  - →方向が生品先回り、←方向が立岩先回り。
  - 群馬パース病院、健康村は一部便のみ経由。
  - 朝は、関越車庫始発となる。

### ・昭和村委託路線
3路線の定時路線とデマンドバスを受託する。2023年3月より日中はデマンド運行を行っており、定時路線は朝夕のみ運行している。
昭和中学校は昭和村のバスターミナルとなっている。
尚、「関越車庫」とは、「沼田市保健福祉センター前」の別名称である。

### 永井線
- 沼田市の関越車庫から昭和村役場前、昭和中学校を経由して昭和村の永井までを結ぶ路線。
- 朝夕に1往復ずつ運行される。
- 13人乗りワゴン車（トヨタ ハイエース）で運行。

路線
- 関越車庫 - 材木町 - 上之町 - 上沼須 - 昭和村役場前 - 昭和中学校前 - 久呂保農協前 - 永井

### 中野・生越循環線
- 沼田市の関越車庫から昭和村の中野・生越地区を循環する路線。
- 朝夕に一本ずつ運行される。
- 小型バス（日野 リエッセ）で運行。

系統
- 中野先回り： 昭和村役場前 - 中野 - 生越 - 昭和中学校前 - 昭和村役場前 - 上之町 - 材木町 - 関越車庫
  - 朝運行。

- 生越先回り： 関越車庫 - 材木町 - 上之町 - 昭和村役場前 - 昭和中学校前 - 生越 - 中野 - 昭和村役場前
  - 夕方運行。

### 赤谷・桜循環線
- 沼田市の関越車庫から昭和村の赤谷・桜地区を循環する路線。
- 朝夕に一本ずつ運行される。
- 13人乗りワゴン車（トヨタ ハイエース）で運行。
- 「桐生地区」バス停は夏期間のみ経由。
- 「昭和の森山荘」バス停は事前予約で経由。

系統
- 赤谷先回り： 昭和村役場前 - 赤谷 - ※桐生地区 - (昭和の森山荘) - 赤城原開協前 - 昭和中学校前 - 昭和村役場前 - 上之町 - 材木町 - 関越車庫
  - 朝運行。
- 森下先回り： 関越車庫 - 昭和村役場前 - 昭和中学校前 - 赤城原開協前 - ※桐生地区 - (昭和の森山荘) - 赤谷 - 昭和村役場前
  - 夕方運行

### ベジバス（デマンドバス）
9時～17時に毎日運行。13人乗りワゴン車（トヨタ ハイエース）で運行。
エリアは昭和村全域と沼田市街地の一部。

### ・しぶかわタウンバス（渋川市委託路線）
定時路線1路線とデマンドバス1エリアを受託する。

### 桜の木線
- 渋川駅から子持地区を経由し、沼田市の上野入口までを結ぶ路線。
- 朝夕のみ運行。
- かつて途中「上野入口」では、ぬまくる上野線に乗り継ぎができた。
- 13人乗りワゴン車（トヨタ ハイエース）で運行。

路線
- 渋川駅 - 渋川四つ角 - 鯉沢 - 子持入口 - 桜の木 - 上野入口
  - 桜の木止まりの便もある。

### 小野上・子持地区予約型バス
- 2023年12月12日運行開始。
- 日曜祝日を除く午前10時 - 午後4時に運行する。
- 小野上・子持地区内の全118地点の間を移動できる。渋川駅には「子持行政センター」、「渋川医療センター」で路線バスに乗り換えできる。
- 13人乗りワゴン車（トヨタ ハイエース）で運行。
- 吾妻営業所と共同運行している。

## 高速バス
沼田 - 前橋の短距離路線、東京と片品・みなかみを結ぶ路線を担当する。

### アップル号 (A)

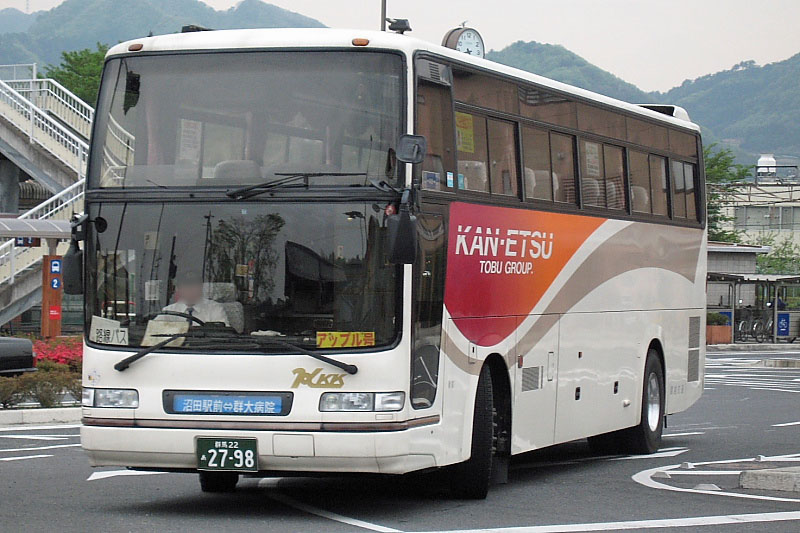
アップル号（沼田駅）

沼田駅から関越自動車道を経由し、前橋市の群大病院までを結ぶ県内唯一の都市間高速バスである。
一部便は前橋公園を経由する
- 沼田駅 - 沼田市保健福祉センター前 - 沼田三軒屋 - 運転試験場前 - 県庁前 - (前橋公園) - 千代田町三丁目 - 群大病院

### 尾瀬号
バスタ新宿から練馬駅、川越駅を経由して大清水までを結ぶ路線。5月～10月の季節運行である。
2023年は川越観光自動車と共同運行している。
- バスタ新宿 - 練馬駅 - 川越駅西口 - 沼田インター入口(土橋) - 吹割の滝 - 鎌田 - 尾瀬戸倉 - 大清水

### かたしなスノーエクスプレス号
バスタ新宿と道の駅尾瀬かたしなを結ぶ路線。12月～3月頃に運行される。スキー客向けの路線であり、バストランクにスキー道具を持ち込みできる。また、道の駅ではスキー場の送迎バス乗り換えができるようになっている。
- バスタ新宿 - 道の駅尾瀬かたしな

### みなかみ温泉号
バスタ新宿から練馬駅、川越駅を経由して水上高原ホテル200までを結ぶ路線。12月～4月の季節運行。
バス利用客は温泉号限定のみなかみエリア路線バスフリー乗車券を購入できる。
- バスタ新宿 - 練馬駅 - 川越駅西口 - 上毛高原駅 - 水上駅 - 宝川温泉入口 - 水上高原ホテル200

## 過去の路線

### ぬまくる（一部路線）
2022年3月25日にぬまくる日中デマンド化のため、以下の4路線が廃止された。
- 奈良秋塚線（H）
- 川田線（L）
- 宇楚井原線（M）
- 沼須線（N）

## タクシー
タクシー運行を行っている。

## 車両
大型車、中型車、小型車、ワゴン車が在籍する。大型車はほとんどが自社発注車となっており、いすゞ キュービック、日野 ブルーリボンHTがそれぞれ高出力・ツーステップ仕様で導入されている。近年は朝日自動車グループ内でいすゞ エルガ、日野 ブルーリボンⅡなどが代替車として移籍しており、低床化が進んでいる。中型車はいすゞ エルガミオや日野 レインボーRJ、日野 レインボーHR、日野レインボー現行型などが在籍している。中型車は、ほとんどが朝日自動車グループ内の中古車である。小型車は日野 レインボーHR7m車、日野 リエッセが在籍する。ワゴン車はトヨタ ハイエースが在籍し、定員10人のワゴンと14人のコミューターがある。
高速バスは日野 セレガRや日野 セレガ、いすゞ ガーラなどが在籍する。自社発注車は元:アザレア号の車が多い。一部車両は東武バスグループ内からの移籍車である。
タクシーはトヨタ コンフォートやトヨタ ハイエースなどが在籍する。